# Isocentro

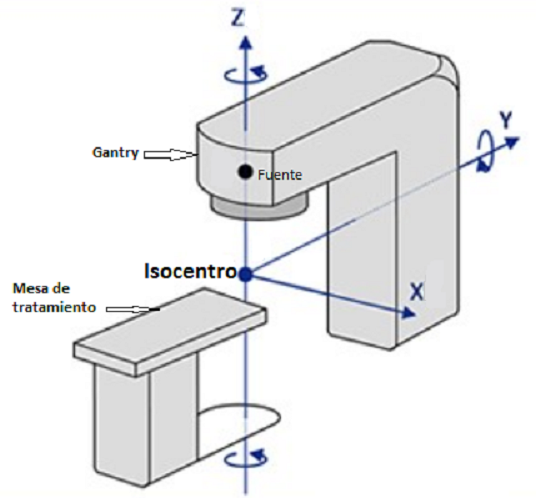
Isocentro del equipo

El isocentro es un punto del espacio sobre el que gira la unidad de tratamiento de radioterapia externa situado a una distancia fija desde la fuente de radiación en el eje central de todos los haces o campos de tratamiento (isocentro de radiación). La distancia desde la fuente de radiación hasta el isocentro es de 80 cm en la unidad de cobalto y de 100 cm en el acelerador lineal (distancia fuente isocentro).
Todos los componentes de una unidad de radioterapia externa, como el cabezal o pórtico (gantry), la mesa de tratamiento y el colimador giran alrededor de sus ejes que tienen como punto de intersección el isocentro (isocentro mecánico).

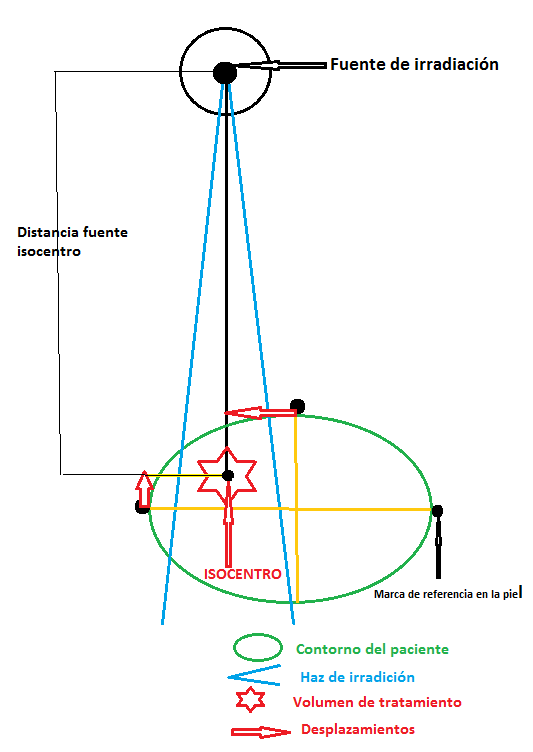
Isocentro en el paciente

El isocentro en el paciente está situado generalmente en un punto central del volumen de tratamiento y está definido por los desplazamientos en los tres ejes del espacio x, y, z, con respecto a unas marcas de referencia situadas en la piel del paciente. Estas marcas se han determinado con la alineación de los láseres en la piel del paciente durante la adquisición de imágenes mediante tomografía axial computarizada.
La distancia entre la fuente de irradiación y el isocentro es un parámetro muy importante para controlar y determinar la exposición del paciente a la irradiación. El isocentro de radiación y el isocentro mecánico deben coincidir con una precisión milimétrica en los controles de calidad de la unidad de radioterapia externa.